# 地震 (摩登家庭)
《地震》（英語：Earthquake）是美国广播公司播出的情景喜剧《摩登家庭》第二季的第三集，也是整部剧集的第27集，于2010年10月6日首播。这一集由保罗·科里根和布拉德·沃尔什编剧，迈克尔·斯皮勒执导，内森·连恩客串出演了卡梅隆的前男友胡娇，维克·波利佐斯扮演上门的水管工人。
本集剧情主要讲述一场地震对三个家庭造成的影响：克莱尔和上门修理的水管工人被关在浴室，丈夫和三个孩子各怀鬼胎；格罗丽娅认为地震是上天在显灵，要求老公杰伊上教堂；米歇尔和卡梅隆则利用这场地震为借口希望可以避免参加胡娇的聚会。
《地震》收到了影评人压倒性的好评。《娱乐周刊》的莱斯利·萨维奇表示“每一个角色今晚都有爆笑的时刻”，这一集还获得了一项2010年美国编剧工会奖提名，但最终没能获奖。根据尼尔森媒体调查的数据，《地震》在18至49岁成年人中的收视率为4.6 / 13%，这个成绩可以和《欢乐合唱团》第二季第三集持平，并列成为收视人数最多的剧本节目。

## 剧情
海莉·邓菲（Haley Dunphy）想去参加一个聚会，但她的妈妈克莱尔（Claire）不让，要求她在家复习功课给SAT做准备，两人为此争执不休，这时一位水管工人上门来了。克莱尔带领他前往浴室，可突如其来的一场地震把两人困在了浴室中，还震倒了家里的书柜。克莱尔和父亲杰伊、弟弟米歇尔三家人很快开始通过电话相互问候，菲尔（Phil）意识到他可以在老婆被困在浴室的这段时间里把书柜架到墙上，免得被发现自己之前说了谎。海莉也想到自己可以溜去参加聚会，可是克莱尔在浴室里听到她把计划告诉二女儿阿历克斯（Alex），后者也以此要胁对方开车送自己前往宽容博物馆。菲尔很快说服儿子卢克（Luke）那个书架“并没有倒下来”，他又“努力”试图把克莱尔救出来，当然，没能成功。水管工告诉克莱尔，她对海莉的控制欲太强，因为她自己这么大的时候也是这副德性，就像他儿子一样。两人终于靠自己努力走出了浴室，克莱尔质问老公菲尔怎么花了这么长时间，阿历克斯给老爸撒谎说他是在帮大家检查有没有煤气泄露之类。克莱尔相信了二女儿，感激的菲尔于是带着阿历克斯前往宽容博物馆。
与此同时，卡梅隆（Cameron）和米歇尔（Mitchell）正在准备参加胡娇·萨尔兹曼（Pepper Saltzman）的新主题聚会，此人是卡梅隆的前男友，聚会的主题是奥斯卡·王尔德和疯狂早午餐。但胡娇并不知道，卡梅隆和米歇尔已经开始不想参加他的聚会，因为他们总是要为这样的事情花掉大量的时间在服装和打扮上。地震的发生让米歇尔想到可以以此为借口推掉聚会邀请，他于是让卡梅隆告知对方，因为以往也总是卡梅隆在找理由取消。谁料想，卡梅隆这人压根儿就不会说谎，他慌乱之下开始描述地震给家里造成了多么严重的破坏，而胡娇正好就在过来他们家里的路上，于是米歇尔不得以又开始摔屋里的东西来给卡梅隆圆谎，两人还起了争执。最后卡梅隆告诉胡娇，他们不会参加他的聚会，胡娇于是也承认没有任何人来参加，然后就崩溃大哭起来。手足无措之下，米歇尔告诉胡娇卡梅隆心里还念着他，之后胡娇也向两人表示，他们不必参加自己即将举行的聚会。
格罗丽娅（Gloria）对杰伊（Jay）宁可去打高尔夫球也不愿陪自己和儿子曼尼（Manny）上教堂感到愤怒。正当杰告诉他们自己再也不上教堂时，地震发生了。格罗丽娅说这是上帝在显灵，但杰伊还是要去打高尔夫。曼尼也决定跟去，在球场，他问起杰伊有关天堂和地狱的问题，杰伊的回答马上就让曼尼开始担心起来，杰伊以直觉行事的做法让曼尼开始想要回教堂。可格罗丽娅告诉儿子她眼中的天堂却让曼尼更加害怕，因为她说天堂中到处都是蝴蝶，可偏偏曼尼非常害怕蝴蝶。

## 制作
保罗·科里根和布拉德·沃尔什共同编写了《地震》的剧本，这也是他们第五次给《摩登家庭》编剧。这一集也是迈克尔·斯皮勒第二次执导本季，上一次是这一季的第一集《旧货车》，也是他第五次执导《摩登家庭》。本集于2010年9月30日通过美国广播公司在美国首播，是《摩登家庭》第二季的第三集，拍摄时间是2010年的8月3日和8月16日。部分剧情内容在洛杉矶佩利媒体中心举行的一次美国编剧工会活动上予以了透露。2010年8月1日，《電視指南》的乔伊斯·英格（Joyce Eng）报道内森·连恩将在《摩登家庭》中以胡娇·萨尔兹曼的身份出场（Pepper Saltzman），他于2010年8月16日完成了自己角色的演出。连恩曾联系剧集的主创者克里斯托弗·洛伊德和史蒂文·列维坦表示自己有意客串出镜。列维坦在一次接受《今日美國》采访时表示连恩是胡娇“这个角色的完美人选”。他还在这次采访中说剧组不再打算请连恩这样的名演员来客串这样的小角色了，不过连恩之后还将在《男生之夜》中再次出演这个角色。

## 反响

### 收视率
根据尼尔森媒体调查的数据，《地震》地美国首播当晚一共有约1136万户家庭观众，是当晚收视人数第三高的节目，在所有观众中的收视率为6.8 / 11%，在18至49岁观众群的收视率为4.6 / 12%，这个数据的意思是在全国所有18-49岁人群中有4.6%观看了这集节目，而在所有当时有看电视的18-49岁人群中，则有12%是选择收看《地震》。这个成绩与上一集《吻》基本相同，但收视家庭从1187.7万降低到了1136万。这一集也和《欢乐合唱团》的第二季第三集并列成为首播收视人数最多的剧本节目。

### 评价
《地震》获得了评论家压倒性的好评。乔尔·凯勒（Joel Keller）认为“从任何一个方面来看它都做得非常出色，我希望这个节目可以尽可能久地继续保持这样高的质量”。影音俱乐部的唐娜·褒曼（Donna Bowman）给予B的评价，称其“是充实的半个小时”。《娱乐周刊》的莱斯利·萨维奇（Lesley Savage）称赞了各个角色的表演，认为“每一个角色今晚都有爆笑的时刻” 。她还认为曼尼在其中表现最为出色，“抢了这场戏”。《时代》的詹姆斯·波尼沃兹克（James Poniewozik）称《地震》“坚实而脚踏实地”，并特别表扬了邓菲（Dunphy）一家人的主故事线索，认为其通过迅速、简明的基本原则展现出了这个家庭对这一突发事件的反应，达到了良好的效果。
阿兰·赛平沃尔（Alan Sepinwall）在他的评论中称赞《地震》让人满意，有着三组相互隔离而且非常有趣的情节，节目简洁明了，生动有效，而且有着非常趣味性的效果。《电视指南》的卡拉·克伦克（Kara Klenc）表示：“我觉得这一集有着不计其数的爆笑时刻”。电影小队的唐纳德·迪恩（Donald Deane）称这一集节目是2010年10月3日至10月9日期间“五个最搞笑的电视短片之一” 。

### 奖项和提名
保罗·科里根和布拉德·沃尔什两位编剧因《地震》获得了2010年美国编剧工会奖情景喜剧奖提名，获得的提名的还有另外6个节目，包括《摩登家庭》的《繁星之夜》，不过最终获奖的是《我为喜剧狂》的《不鸣则已，一鸣惊人》。内森·连恩因胡娇一角获黄金时段艾美奖喜剧剧集类杰出客串出镜男演员奖提名。